# Amazone (1909)
Pour les articles homonymes, voir Amazone.
Le voilier Amazone est l'un des rares survivants des bateaux de type Ewer (de), destinés à la navigation sur lac. Il a été construit en 1909 sur le chantier naval J. H. Jacobs (de) à Moorrege sur le Pinnau, un affluent de l'Elbe.
Il est visible  au port-musée de Hambourg, le Museumshafen Oevelgönne.